# 小松隆
小松 隆（こまつ たかし、1886年（明治19年）3月20日 - 1965年（昭和40年）3月14日）は日本の経営者。日本鋼管（現在のJFE）の副社長を務めた。また戦前も戦後も日米親善に務め、日米協会第四代会長を務めた。

## 生い立ち
1886年（明治19年）静岡県三島市に生まれるが、幼い頃に生家が没落したために、横浜に奉公に出された。米国で学ぼうと、1899年（明治32年）に米国人宣教師に同行して12歳で渡米して、ニューヨークの日本人商店で働きながら英語を学んだ。日本で宣教師をしたケイト・ショーが来店すると、同行してイリノイ州マンモスに移り、ショーの姉夫婦の厚意で小学校からマンモス大学(Monmouth College)まで卒業させてもらった。

## ハーバード大学から浅野財閥へ

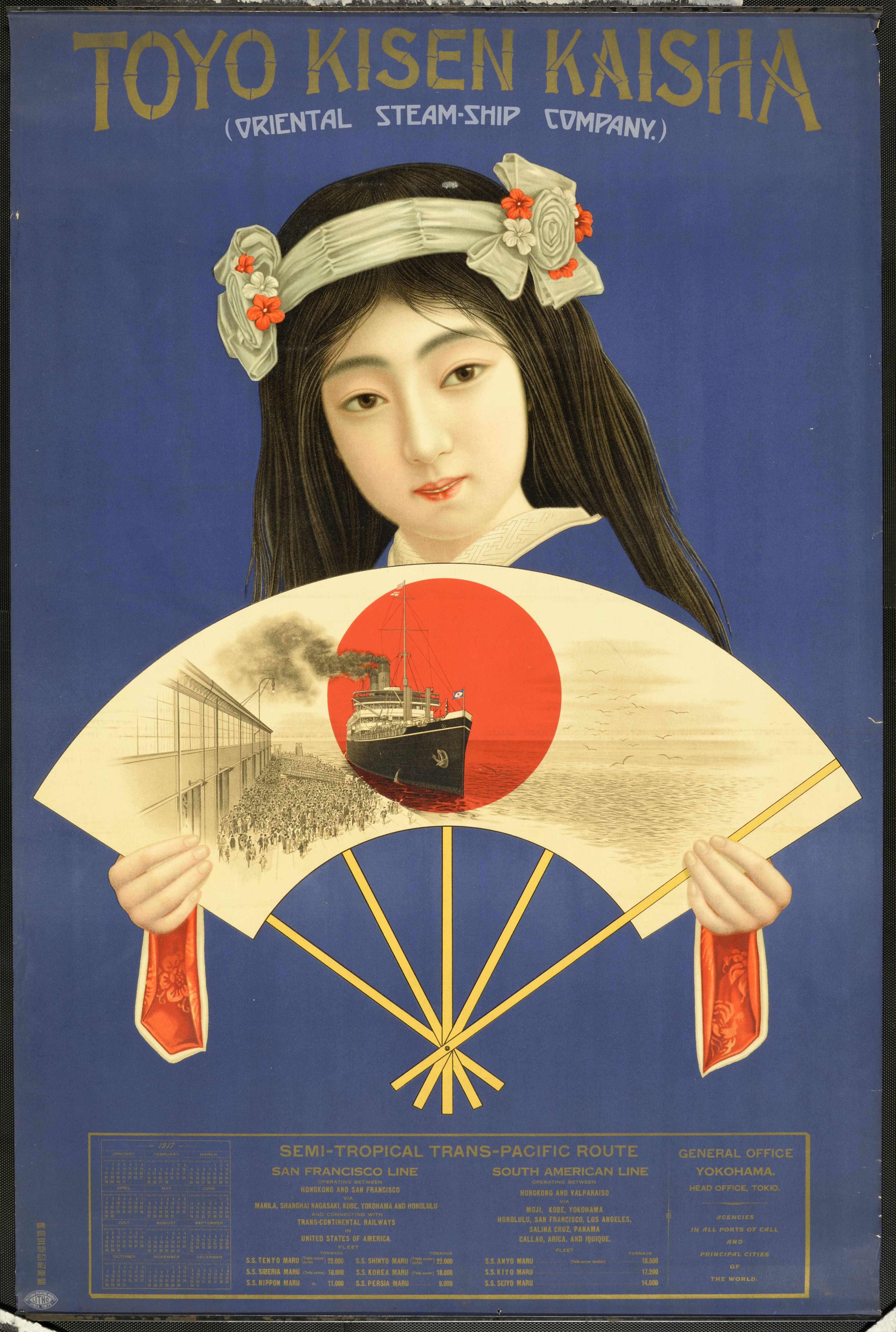
東洋汽船のポスター

さらにハーバード大学で国際法を学び修士号を得て1912年（明治45年）卒業した。卒業式では卒業生代表として演説したが、これは日本人では初めてだった。大学図書館でたまたま浅野良三（浅野財閥総帥浅野総一郎の次男）に出会い終生の友となった。帰国後は浅野良三の親戚である穂積家に身を寄せ、1913年（大正2年）12月に浅野財閥の東洋汽船に入社し、浅野総一郎社長の秘書になった。1920年には、東洋汽船の子会社で、浅野良三が社長をしていた大正活動写真（大正活映）の取締役を務めた。1922年（大正11年）6月から1926年（大正15年）10月まで東洋汽船のサンフランシスコ所長を務めた。1928年（昭和3年）帰国し、1929年（昭和4年）から浅野財閥の浅野造船所に勤務したが、1939年（昭和14年）に、鶴見製鉄造船（浅野造船所が改称したもの）と日本鋼管が合併したので、日本鋼管の常務取締役に就任した。それと並行して、浅野総一郎の顧問として、セメント・水力発電・埋立などの事業にに関与した。1937年（昭和12年）頃は、鶴見製鉄造船の常務取締役、東洋紙袋と東洋再製袋の取締役、浅野カーリットの監査役を兼務した。

## 外交の舞台で活躍
1921年（大正10年）9月から1922年（大正11年）2月末まで、ワシントン軍縮会議で加藤友三郎海軍大将の通訳を務めた。 1925年（大正14年）第一回IPRホノルル会議の日本代表として演説した。1927年（昭和2年）4月から、ジュネーブ軍縮会議で斎藤実海軍大将の通訳を務めた。その随員の小林躋造海軍中将は、後に日米開戦論を批判する手紙を小松に送った 。1929年（昭和4年）にはIPR京都会議の準備と運営に奔走した。 1930年（昭和5年）にベルリン万国動力会議に出席、1934年6月には使用者代表顧問としてジュネーブの第18回ILO会議に出席した。1931年（昭和6年）満州事変の直後に米国の対日感情が悪化したので、外務省の命により樺山愛輔と渡米し、アダムス海軍長官、キャッスル元駐日大使、ラモント商務長官、ヘンリー・フォード、連邦準備制度理事会のメイヤー、クーリッジ元大統領、スティムソン国務長官などと会談して日本の対中方針を説明し満州事変に理解を求めたが無駄だった。1932年（昭和7年）米国で冊子を出版し、日本は無秩序な満州に秩序をもたらして近代的な国にすると主張して、満州事変を正当化した。1933年（昭和8年）の夏にルーズベルト大統領（ハーバード卒）は、小松隆と話し合った、そして、浅野良三がワシントンDCを訪問する際に、ホワイトハウスに来るように招いた。1934年（昭和9年）12月頃から、多忙な樺山の代わりに、実質的に日米協会のトップとなって、日米関係を改善しようと日系二世との民間交流を促進した。1937年7月に第二次上海事変が勃発し、同年12月12日に日本軍機が誤って米国軍艦パネー号を撃沈するという事件（パネー号事件）が起きた。小松はその8日後に日米協会でパネー号評議会を結成して、慰問状を作成し弔慰金を募集し、翌年3月に弔慰金約三万円をグルー大使に渡した。1938年（昭和13年）7月の日米学生会議の後に、日米協会が米国人学生を引率して満州と朝鮮を案内し、日本の大陸政策を視察させて理解を得ようとした。しかし、同月に米国は日米通商航海条約を破棄し、日米関係の破局が決定的になった。1940年（昭和15年）に小松は政府に対して対米非戦論を述べたところ、要注意人物とみなされて、公的に話すことを禁止された。1941年（昭和16年）11月にハル・ノートが提示されると日米協会を休会にした。

## 戦後

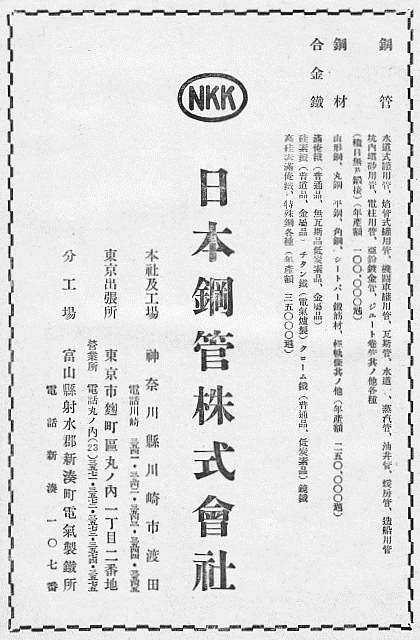
日本鋼管の広告

終戦によって軍需が消滅して鉄の需要が殆どなくなったため、日本鋼管の経営陣は大部分の労働者の解雇を決めた。そして段階的に実行している最中に、労働者は生産管理という方法でストライキを行った。さらに1946年（昭和21年）1月に、日本鋼管鶴鉄労働組合の1600名が神田橋の本社にデモ行進して、社長の浅野良三や副社長の小松隆や重役たちと集団交渉を行った。その際に浅野は暴力を振るわれ、負傷して病院に入院したと報じられた。小松はなんとかその場から逃れてGHQに駆け込んで、デモの労働者に暴力を振るわれて物を奪われたと訴えたが、GHQのセオドア・コーエン(Theodore Cohen)は労働組合とストライキを支持した。1946年（昭和21年）4月末に浅野は日本鋼管の社長を辞任し、小松は副社長を辞任した。1945年（昭和20年）10月30日から1946年（昭和21年）8月14日まで終戦連絡中央事務局参与を務め、1945年11月から1948年（昭和23年）8月までGHQ兵器処理委員会委員長を務めた。第八軍司令部軍政部長官ドノバン・ヴァンス（Donovan M.Vance）大佐は、マンモス大学での小松隆の級友レイ・ヴァンスの従兄弟だったので、小松が委員長になるように後押しした。兵器処理委員会は兵器や軍需鉄製品などを回収して製鉄の原料に用いるという組織だった。1946年（昭和21年）に小松ら五十数名が兵器処理委員会での背任で告訴されたが、浅野財閥の一族である穂積重威が弁護士を務め、1949年（昭和24年）11月に東京地裁で無罪判決を得て、1950年（昭和25年）12月に東京高裁で無罪判決を得た。この間、1948年（昭和23年）2月4日、兵器処理問題に関し、衆議院不当財産取引調査特別委員会に証人喚問された。1953年（昭和28年）11月から1955年（昭和30年）5月まで小松は萱場工業（現在のカヤバ）の取締役を務めたが、この時期に浅野が同社の社長をしていた。同時に、飯野海運の顧問も務めた。その他に終戦処理局の顧問、経済合同委員会副委員長、農林省と運輸省の顧問、日米協会の第四代会長（1950?1960年）、グルー奨励資金の理事、日本ハーバードクラブの会長を務め、ロータリークラブ東京の副会長や東京水曜クラブの会長を務めた。1963年（昭和38年）に、日米親善に寄与した功績により藍綬褒章を授与された。1965年（昭和40年）に没した。